# Ramón de Zabalo Zubiaurre
Ramón de Zabalo Zubiaurre (anglès: Ramón Zabalo)  (South Shields, 28 de juliol de 1910 - Viladecans, 1 de gener de 1967) fou un destacat futbolista català dels anys 30.

## Biografia
Malgrat hi ha discrepàncies sobre la seva data i lloc de naixement, la teoria més probable és que Ramón de Zabalo va néixer a South Shields (Anglaterra) el 1910, traslladant-se de petit al barri del Fort Pienc de Barcelona. S'inicià a l'equip del seu barri, abans de fitxar per la UA Horta. El 1928 ingressà al FC Barcelona on disputà 236 partits i es convertí en un defensa dret excepcional, considerat pels especialistes com un dels millors d'abans de la guerra. Durant aquesta s'exilià a França on feu un gran paper al Racing de París guanyant una copa de França. El 1944 tornà al Barça on jugà una temporada més abans de retirar-se al Viladecans.
Fou 11 vegades internacional. Va disputar la fase final del Mundial d'Itàlia 1934, disputant un partit contra Itàlia. Va morir el 1967 a Viladecans.

## Trajectòria esportiva
- UE Avant Fortpienc[6]
- UA Horta[6]
- FC Barcelona: 1928-36.
- Racing de París: ?-1944.
- FC Barcelona: 1944-45.

## Palmarès
- 5 Campionat de Catalunya de futbol: 1930, 1931, 1932, 1935, 1936.
- 1 Lliga espanyola de futbol: 1945.
- 1 Copa francesa de futbol: 1940.